# Anjali Jay
Pour les articles homonymes, voir Jay.
Anjali Jay née le 9 août 1975 à Bangalore, est une actrice anglo-indienne. Elle a interprété le rôle de Djaq dans la série télévisée Robin des Bois. Elle est surtout connue pour le rôle de Leeza dans le film Blind Dating sorti en 2006.

## Biographie
Anjali Jay grandit à Bangalore, en Inde. Elle détient un baccalauréat d'arts plastiques, et une maîtrise en danse indienne. Elle fait également du théâtre à Bangalore.
Elle se consacre au théâtre et plus particulièrement aux comédies musicales comme Roméo & Juliette et Ghostdancing, avant de se tourner vers le cinéma et la télévision.
Anjali Jay vit dans le Hampshire avec son mari, un médecin prénommé Rusty.

### Vie personnelle
Ses grands parents étaient professeurs de danse classique. Beaucoup de membres de sa famille sont artistes (chanteurs ou acteurs, pas forcément professionnels).

## Carrière/filmographie

### Télévision
- 2003 : Meurtres à l'anglaise : Shala Malik (saison 2, épisode 4)
- 2005 : Doctors : Susie Sharma (saison 6, épisode 139)
- 2006 - 2007 : Robin des Bois : Djaq (22 épisodes)
- 2009 : Tueur d'état (The Fixer) : Madulika (saison 2, épisode 6)
- 2011 : Sanctuary : Jasmine (saison 4, épisode 8)
- 2011 : Flashpoint : Rose Gilvrey (saison 4, épisode 17)
- 2012 : Supernatural : Dr. Kashi (saison 8, épisode 3)
- 2013 : Blink : Dr Barbara Patel (téléfilm)
- 2014 - 2015 : Continuum : Jacqueline (8 épisodes)
- 2016 : Motive : Dr Judy Garrison (saison 4, épisode 5)
- 2017 - 2018 : Supergirl : Serena, membre du conseil d'Argo (saison 3, 10 épisodes)
- 2018 : Salvation : Dr. Rosetta Stendahl

### Cinéma
- 2006 : Blind Dating : Leeza
- 2015 : La Nuit au musée : Le Secret des Pharaons :  Shepseheret, reine égyptienne mère d'Ahkmenrah
- 2015 : Adaline : Cora
- 2016 : La 9e Vie de Louis Drax : Macy
- 2017 : Power Rangers : Maddy Hart
- 2020 : The Boy : La Malédiction de Brahms (Brahms: The Boy II) de William Brent Bell : dr. Lawrence

### Radio
- 2000 : Goan Flame
- 2007 : The Making of a Marchioness

### Théâtre
- Romeo et Juliette (2006 - UK tour) : Juliette.
- The Jungle Book (2004/5 - UK tour) : Dulia.
- Anne of Green Gables (2004 - Lilian Bayliss Theatre) : Katie Maurice.
- Midnight's Children (2003 - Royal Shakespeare Company) : Jamila.
- Tales of the Arabian Nights (2000 - UK tour).
- Border Crossings production of Mappa Mundi (2000 - Courtyard Theatre, Hereford).
- The Maids.
- Dance Like A Man ; Lata.
- Vesuvius (1997 - The Nehru Centre of The High Commission of India, Londres).